# Via negativa
Via negativa (Via Negativa) est le 7e épisode de la saison 8 de la série télévisée X-Files. Dans cet épisode, Scully et Doggett doivent faire face au dirigeant d'une secte qui s'introduit dans les rêves de ses victimes.
L'épisode se concentre sur le personnage de Doggett, Scully n'apparaissant que très peu en raison des disponibilités limitées de Gillian Anderson lors du tournage. Il a recueilli des critiques globalement favorables.

## Résumé
À Pittsburgh, un agent du FBI qui surveillait le quartier général d'une secte est retrouvé mort dans sa voiture. Dans la maison, vingt membres de la secte ont également été tués et présentent tous une blessure similaire à la tête. Scully étant retenue par des examens à l'hôpital, Doggett et Skinner se rendent sur la scène du crime. Ils trouvent ensuite le coéquipier de l'agent décédé, mort dans son lit avec la même blessure, due à un coup de hache. Le principal suspect est Anthony Tipet, le chef de la secte qui est porté disparu. Selon les enseignements de sa secte, Tipet utiliserait de la racine d'iboga pour élever sa conscience en la faisant voyager dans la via negativa, les ténèbres intérieures.
Un appel téléphonique de Tipet fait remonter Doggett et Skinner jusqu'à Andre Bormanis, un trafiquant de drogue. Bormanis est placé en détention mais il rêve qu'il se fait dévorer par des rats et Doggett le retrouve mort dans sa cellule. Doggett rencontre ensuite les Lone Gunmen, qui lui expliquent que Tipet, en ouvrant son troisième œil, a acquis la faculté de se projeter dans les rêves des autres et qu'il peut les tuer ainsi. Retournant chez Bormanis, Doggett et Skinner y trouvent Tipet, qui tente de se tuer en s'ouvrant le crâne avec une scie circulaire. Tipet étant dans le coma, Alvin Kersh décide de classer l'affaire, au grand mécontentement de Doggett.
Doggett, qui a précédemment déjà fait un rêve dans lequel il tenait la tête tranchée de Scully dans ses mains, s'aperçoit après un autre rêve qu'il a un troisième œil. Il exprime devant Skinner ses craintes que Tipet ne puisse désormais entrer dans ses rêves, et voit ensuite Tipet lui ordonner de tuer Scully. Doggett se retrouve devant Scully endormie, une hache à la main, mais décide finalement de retourner l'arme contre lui. Il est alors brusquement réveillé par Scully, qui lui apprend que Tipet est mort sans avoir repris conscience.

## Distribution
- Gillian Anderson : Dana Scully
- Robert Patrick : John Doggett
- Mitch Pileggi : Walter Skinner
- Keith Szarabajka : Anthony Tipet
- James Pickens Jr. : Alvin Kersh
- Tom Braidwood : Melvin Frohike
- Dean Haglund : Richard Langly
- Bruce Harwood : John Fitzgerald Byers
- Kirk B. R. Woller : Gene Crane
- Grant Heslov : Andre Bormanis

## Production
Frank Spotnitz a l'idée d'écrire cet épisode quand un ami lui parle d'une vision perturbante qu'il a eue, concernant du sang se déversant d'un tube de dentifrice. Spotnitz cherche à trouver un scénario pouvant contenir une telle image et en conclut qu'en raison de son étrangeté, elle ne peut se dérouler que dans un cauchemar. Il développe alors l'idée d'une secte cherchant à atteindre un plan supérieur d'existence mais se perdant à la place dans un endroit plus sombre. Le titre de l'épisode, qui signifie « le chemin de la négation » en latin, est le nom donné à la théologie négative.
Gillian Anderson n'ayant pas beaucoup de disponibilités durant la semaine du tournage, Spotnitz décide d'en profiter pour faire évoluer le personnage de Doggett et décide de combler ce vide en donnant un rôle important dans l'histoire aux personnages de Walter Skinner et des Lone Gunmen. Robert Patrick évoque cet épisode comme son préféré de la saison car il met en lumière la vulnérabilité de son personnage et a été à la fois difficile et très amusant à tourner. La scène avec les rats nécessite une journée entière de tournage ainsi que la présence de 500 de ces animaux.

## Accueil

### Audiences
Via negativa est, avec La Meute, l'un des deux seuls épisodes de la série dont la première diffusion est précédée d'un avertissement aux téléspectateurs concernant la violence de son contenu. Lors de sa première diffusion aux États-Unis, l'épisode réalise un score de 7,3 sur l'échelle de Nielsen, avec 10 % de parts de marché, et est regardé par 12,4 millions de téléspectateurs. La promotion télévisée de l'épisode est réalisée avec le slogan « They say if you die in a dream... you will never wake up » (en français « Ils disent que si vous mourez dans un rêve... Vous ne vous réveillerez jamais »).

### Accueil critique
L'épisode obtient des critiques globalement favorables. Pour Michael Roffman, de Time Magazine, c'est le meilleur épisode des deux dernières saisons de la série. Zack Handlen, du site The A.V. Club, lui donne la note de A-. John Keegan, du site Critical Myth, lui donne la note de 9/10. Dans leur livre sur la série, Robert Shearman et Lars Pearson lui donnent la note de 5/5.
Parmi les critiques mitigées, Paula Vitaris, de Cinefantastique, lui donne la note de 2,5/4. Le site Le Monde des Avengers lui donne la note de 2/4.